# Racepark Meppen
Der Racepark Meppen ist eine Renn- und Teststrecke in der Nähe von Meppen in Niedersachsen. Der Kurs befindet sich auf dem Gelände des ehemaligen Kraftwerks Meppen-Hüntel. 

## Geschichte
Der niederländische Unternehmer Hennie van der Most erstand 2004 60 Hektar auf dem Gelände des früheren Kraftwerks Meppen-Hüntel, das 2000 den Betrieb einstellte. Auf dem Gelände sollte ein Automotive-Themenpark mit einer Rennstrecke entstehen, der 2009 öffnen sollte. Bedingt durch die Weltfinanzkrise 2008 verzögerte sich der Termin.
2014 wurden etwa 20 ha des Geländes an den Niederländer Harry Maessen verkauft, der bereits den Raceway Venray betreibt. Die geplante Rennstrecke wurde im Juli 2015 asphaltiert. Erste Rennen erfolgten ab 2016.

## Streckenbeschreibung
Neben zwei Oval-Konfigurationen (Shorttrack mit 400 m Länge und ein 1-km-Oval) besitzt die Strecke auch eine Infield- und eine Außensektion. Hinzu kommt eine Kurzanbindung zwischen Infield und dem Shorttrackoval. Dadurch lassen sich bis zu 7 verschiedene Streckenkonfigurationen einrichten.
Die Strecke verfügt darüber hinaus über ein an die Boxengasse angrenzendes Fahrerlager. 2020 wurde mit dem Bau eines Gebäudes am Anfang der Boxengasse begonnen, das erste überdachte Boxenanlagen einschloss.
2022 wurde die Strecke durch einen zusätzlichen Streckenteil in Form einer Schleife im Südost-Bereich des Geländes um etwa 300 m Streckenlänge erweitert.

## Veranstaltungen
2016 fanden erste Veranstaltungen statt. Während ein geplantes 12-h-Rennen der 24h Serie nicht zur Austragung kam, gab es erste Rennen der Benelux Racing League (BRL). Ferner trat auch die ACNN regelmäßig auf der Strecke an. 2018 startete auch der deutsche MSC Westpfalz im NAVC bei einer Veranstaltung.
2020 und 21 startete die DMV-BMW Challenge auf dem Kurs. 2022 fand ein über 2 Tage ausgetragener 24h Event der Eco GP-Serie auf der Strecke statt.
Daneben wird die Strecke regelmäßig für Trackdays und Testfahrten benutzt. Dabei dürfen keine Wagen mit mehr als 95 dB Lärmpegel auf dem Kurs antreten.